# A boszniai Szerb Köztársaság elnökeinek listája
Ez a lista a boszniai Szerb Köztársaság elnökeit tartalmazza 1992-től napjainkig.
1992. január 9-én a boszniai Szerb Gyűlés egyoldalúan kikiáltotta a boszniai Szerb Köztársaságot, amelyet, a boszniai háború alatt (1992–1995) nemzetközileg nem ismertek el. 1995-ben a délszláv háborúkat lezáró daytoni békeszerződés értelmében a gyakorlatilag több részre szakadt Bosznia-Hercegovinát újraegyesítették, de a területén kikiáltott Szerb Köztársaság és a bosnyák-horvát béketárgyalások folyamán felállt Bosznia-hercegovinai Föderáció jogalanyiságát is elismerték. Bosznia-Hercegovinát két „entitásra” osztották fel, melyek önálló parlamenttel rendelkeznek.

## Elnökök (1992–)
Szerb Demokrata Párt
      Szerb Nemzeti Szövetség
      Szerb Radikális Párt
      Szocialista Párt
      Független Szociáldemokraták Szövetsége
| Portré | Portré        | Név                               | Hivatali idő         | Hivatali idő         | Hivatali idő  | Párt          | Választás |
| Portré | Portré        | Név                               | Kezdete              | Vége                 | Tartama       | Párt          | Választás |
| ------ | ------------- | --------------------------------- | -------------------- | -------------------- | ------------- | ------------- | --------- |
| 1      |               | Radovan Karadžić (1945–)          | 1992. április 7.     | 1996. július 19.     | 4 év, 103 nap | SDS           | -         |
| 2      |               | Biljana Plavšić (1930–)           | 1996. július 19.     | 1998. november 4.    | 2 év, 108 nap | SDS (1997-ig) | 1996      |
|        | SNS (1997-ig) | Biljana Plavšić (1930–)           | 1996. július 19.     | 1998. november 4.    | 2 év, 108 nap |               | 1996      |
| 3      |               | Nikola Poplašen (1951–)           | 1998. november 4.    | 1999. szeptember 2.  | 302 nap       | SRS RS        | 1998      |
| —      |               | Petar Đokić (1961–) ideiglenes    | 1999. szeptember 2.  | 2000. január 26.     | 146 nap       | SP            | -         |
| 4      |               | Mirko Šarović (1956–)             | 2000. január 26.     | 2002. november 28.   | 2 év, 306 nap | SDS           | 2000      |
| 5      |               | Dragan Čavić (1958–)              | 2002. november 28.   | 2006. november 9.    | 3 év, 346 nap | SDS           | 2002      |
| 6      |               | Milan Jelić (1956–2007)           | 2006. november 9.    | 2007. szeptember 30. | 325 nap       | SNSD          | 2006      |
| —      |               | Igor Radojičić (1966–) ideiglenes | 2007. szeptember 30. | 2007. december 9.    | 70 nap        | SNSD          | -         |
| 7      |               | Rajko Kuzmanović (1931–)          | 2007. december 9.    | 2010. november 15.   | 2 év, 341 nap | SNSD          | 2007      |
| 8      |               | Milorad Dodik (1959–)             | 2010. november 15.   | 2018. november 19.   | 8 év, 4 nap   | SNSD          | 2010 2014 |
| 9      |               | Željka Cvijanović (1967–)         | 2018. november 19.   | –                    |               | SNSD          | 2018      |

## A köztársasági elnök zászlaja

1995 és 2007 között
2007 óta